# پاگچ (مسجدسلیمان)
پاگچ روستایی از توابع بخش مرکزی شهرستان مسجدسلیمان در استان خوزستان ایران است.

## جمعیت
این روستا در دهستان تل بزان قرار دارد و براساس سرشماری مرکز آمار ایران در سال ۱۳۸۵، جمعیت آن ۱۲۱ نفر (۳۰خانوار) بوده‌است.